# Élections municipales gabonaises de 2023
Les élections municipales gabonaises de 2023 ont lieu le 26 août 2023, en même temps que l'élection présidentielle, les élections législatives et les élections départementales, afin de renouveler les conseillers municipaux du Gabon.